# John Blomquist
John Edward Blomquist, född 6 juli 1857 i Finska församlingen, Stockholm, död 8 oktober 1921 i Kungsholms församling, Stockholm, var en svensk ingenjör. 
Blomquist blev elev vid Teknologiska institutet 1874 och avlade avgångsexamen 1877. Han var nivellör vid Olandsåns sänkning i Uppland 1877–78 och vid Södra Dalarnes järnvägsbyggnad 1879, bedrev privat ingenjörsverksamhet 1880, arbetade såsom murare 1881, bedrev byggnadsverksamhet 1882–87, var elektroingenjör vid J.E. Eriksons Mekaniska Verkstads AB och generalagent för Siemens & Halske 1888–91, överingenjör hos Hans Mannstaedt och generalagent för AEG i Berlin 1892–99, innehade egen elektroteknisk byrå i Stockholm 1899–1902 och var verkställande direktör för Elektriska AB Magnet i Ludvika 1902–06 och var därefter verksam som konsulterande ingenjör i Stockholm.